# Ivan Branislav Zoch

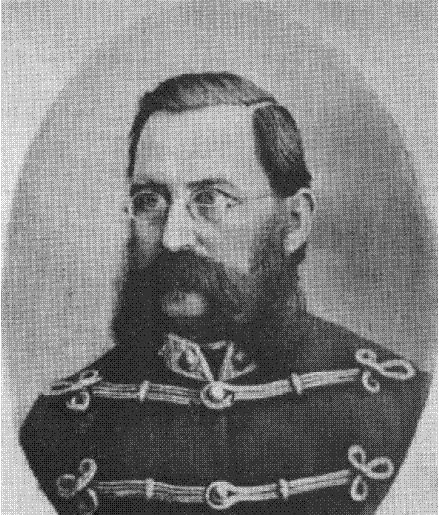
Ivan Branislav Zoch

Ivan Branislav Zoch (serbisch: Иван Бранислав Зох; * 24. Juni 1843 in Jasenová; † 27. Dezember 1921 in Modra) war ein slowakischer Physiker und Gymnasiallehrer.

## Leben
Der Sohn eines evangelisch-lutherischen Pastors besuchte die Schulen in Neusohl, Teschen, Ödenburg und Levoča (Abitur 1862). Ausgestattet mit einem Staatsstipendium von 600 Gulden für evangelische Lehramtskandidaten studierte er anschließend Physik am k. k. polytechnischen Institut Wien und den Universitäten Heidelberg und Erlangen. Auf eigene Initiative hörte er auch Vorlesungen in Chemie (bei Gorup-Besanez), Geologie, Geographie und Medizin. 1866 verteidigte er seine Dissertation auf dem Gebiet der Akustik. Sein Gerät zur Messung der Schallausbreitungsgeschwindigkeit wurde 1867 auf der Weltausstellung in Paris ausgestellt.
Bereits am 25. Juni 1866 wurde er Lehrer am 1862 gegründeten slowakischsprachigen evangelisch-lutherischen Untergymnasium (4 Klassen) in Großrauschenbach, das ab 1867 zum Obergymnasium mit 8 Klassen aufgestockt wurde. Zusätzlich wurde ab 1868 an der Schule ein Lehrerseminar für Volksschullehrer betrieben. Er lehrte dort neben Physik, Mathematik und Naturwissenschaften auch Singen, Schreiben und Gymnastik. Anfang 1867 wurden er und der Stadtnotar Stefancok im Anschluss an eine politische Unterhaltung in einem Nachbarort verhört und einige Tage darauf beide kurzzeitig verhaftet, wobei Zoch (entgegen den Tatsachen) vorgeworfen wurde, russische Rubel hätten ihm das Doktorat und die akademische Laufbahn ermöglicht. Als die Schule im Jahr 1875 (im Zuge der Magyarisierung) vom ungarischen Unterrichtsminister Ágoston Trefort geschlossen wurde, verdiente Zoch (bis zum Konkurs der Firma) einige Zeit seinen Lebensunterhalt als Werkstattleiter bei der Herstellung von Fässern.
In höchster Not verschaffte Bischof Strossmayer ihm eine Stelle als Lehrbeauftragter am Gymnasium in Osijek (Slawonien), das um diese Zeit zur kroatischen Unterrichtssprache wechselte. Er unterrichtete zunächst noch auf Deutsch, wurde jedoch schon im September 1877 (nach Ablegung einer Prüfung in der kroatischen Sprache) zum Gymnasialprofessor ernannt.

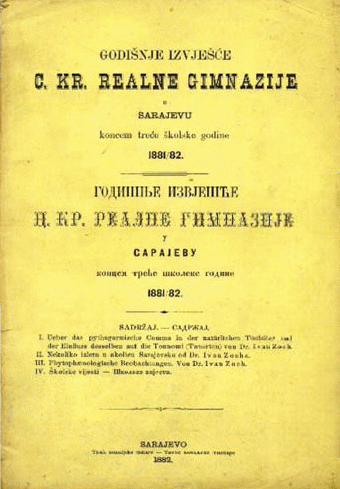
Jahresbericht des k. k. Realgymnasiums in Sarajevo zum Ende des dritten Schuljahres 1881/82

Nach der Okkupation von Bosnien und Herzegowina durch Österreich-Ungarn (aufgrund des Berliner Kongresses) schickte ihn die Regierung 1879 nach Sarajevo, wo er als provisorischer Direktor das k. k. Realgymnasiums begründete.
Nach wenigen Jahren (ca. 1882) kehrte er für sieben Jahre nach Osijek zurück, wurde dann Direktor des Realgymnasiums in Petrinja (Kroatien), wo er bis zur Pensionierung im Jahre 1908 wirkte. Stattdessen war er offenbar im Jahre 1889 von der kroatischen Landesregierung bereits zum Gymnasialdirektor in Belovar ernannt, wogegen das erzbischöfliche Konsistorium in Agram (offensichtlich erfolgreich) protestiert hatte.
Nach seiner Pensionierung übersiedelte Zoch zu seinem Bruder nach Modra, wo er auch starb und ruht auf dem dortigen Friedhof, wenige Meter vom Grab von Ľudovít Štúr.

## Würdigung
Zochs größte Arbeit ist die Erste kroatische Enzyklopädie (es erschienen in Osijek 1887 und 1890 zwei von den sechs geplanten Bänden mit den Buchstaben A–G). Zuvor hatte er slowakischsprachige Gymnasiallehrbücher für Physik (1869), Psychologie (1871, im Manuskript) und eine kurze Einführung für den Unterricht in Leibeserziehung (1873) verfasst, wofür er auch die Terminologie erst weitgehend neu hatte schaffen müssen.
Ivan Zoch komponierte auch einige Lieder, lehrte Musik, Gesang und Flötenspiel.

## Werke
siehe auch Ivan Branislav Zoch auf Wikisource für deutschsprachige Aufsätze
- Slovár vedeckého slovenského názvoslovia (Wörterbuch der slowakischen wissenschaftlichen Terminologie; deutsch-slowakisch). Nur der erste Teil Mathematika (Mathematik) erschienen in: Letopis matice slovenskej, 8 (1868), S. 14–24 (A–L) Volltext in der Google-Buchsuche, S. 99–109 (M–Z) Volltext in der Google-Buchsuche
- Niečo o výžive človeka a zvierat, s dodatkom o Liebigovej poliovke pre nemluvniatka (Über die Ernährung von Mensch und Tier, mit einem Zusatz über Liebigs Säuglingssuppe[8]). In: Letopis matice slovenskej, 9 (1869), S. 31–47 Volltext in der Google-Buchsuche
- Physica (Physik; slowakisch). Skalica 1869
- Počiatky názornej merby pre nižšie gymnázia a semeniská (Die Anfänge der anschaulichen Geometrie für die Unterstufe des Gymnasiums und den Kindergarten; slowakisch). 1873
- Krátky návod k vyučovaniu v telocviku (Eine kurze Unterrichtsanleitung für die Turnhalle; slowakisch). Veľká Revúca 1873
- Hrvatska enciklopedija. Priručni rječnik sveobčega znanja (Kroatische Enzyklopädie. Handwörterbuch des allgemeinen Wissens; 2 Bände [A–G]; kroatisch). Osijek 1887–1890
- Kakovo će biti vrijeme (Wie wird das Wetter werden; serbokroatisch). Petrinja 1891
- Načela Pedagogike po Naegelsbachu osobito za srednje škole (Grundlagen der Pädagogik nach Nägelsbach, besonders für Mittelschulen; serbokroatisch). Osijek 1896
- Metodika nastave u ljepopisu (Methodenlehre des Schönschreibens; serbokroatisch). Sarajevo 1896